# Kickstarter
Kickstarter je internetová platforma pro crowdfundingové financování projektů, která podporuje kreativní projekty z oblasti filmu, her, hudby, umění či technologické inovace.
Základním předpokladem je, že lidé nemohou zakládat projekty kvůli finančnímu zisku, ale pouze proto, aby je spustili, poté už mohou z projektu získávat profit. Tato služba je založena na přímém financování ostatními lidmi, kteří svým přispěním rozhodují, zda daný projekt uspěje, či nikoli. Díky tomu je velice malá šance, že by byl financován projekt, který by nebyl něčím zajímavý.

## Princip
Kdokoliv se může zapojit a založit svůj vlastní projekt, pokud je rezidentem Velké Británie, Spojených států nebo Kanady. Tento projekt následně získá vlastní prezentační stránku, kde je zveřejněn formou videa a popisu. 
Při vzniku projektu je povinné stanovit cílovou sumu a datum, do kterého se musí vybrat požadované prostředky. Je zakázáno vytvářet projekty, které by nepatřily alespoň do jedné z vyjmenovaných kategorií: umění, komiksy, tanec, design, móda, film, jídlo, hry, hudba, fotografování, publikování, technologie a divadlo. Dále je zakázáno vytvářet projekty, které by měly financovat život tvůrci projektu nebo projekty obsahující nevhodný, urážlivý, či nepovolený obsah (např. alkohol, kosmetika, drogy, dětské jídlo, pornografie atd.), taktéž je zakázáno vytvářet projekty pro charitativní účely.
Dále jsou zde sponzoři (anglicky tzv. „backers“), kteří přispívají na projekty, které jim připadají zajímavé. Sponzorem se může stát kdokoli, kdo přispěje alespoň na jeden projekt. Příspěvky mohou být od částky 1 dolaru více, sponzoři mohou být odměněni za své přispění poděkováním od autora, či ziskem produktu, pokud se jedná o výrobu nebo třeba bude jeho jméno uvedeno v knize. Vše se odvíjí od částky, kterou sponzor přispěje. U každého projektu je vypsána odměna za daný příspěvek.
Po uběhnutí doby uvedené u projektu je projekt buďto realizován, pokud bylo vybráno minimálně 100 % prostředků, které byly požadovány jako cílový milník, nebo pokud se tak nestane, nejsou tyto peníze sponzorům zaúčtovány a projekt je zrušen. Při dosažení prostředků je povinností tvůrce projekt realizovat a mít určitý výstup.
Tři hlavní důvody, proč je Kickstarter úspěšný:
- Mnoho lidí přispívá na projekty svých přátel.
- Určité skupině lidí se líbí nápad projektu.
- Někteří podporují lidi, které uznávají. [9][10]

Autoři nesou plnou zodpovědnost za svůj projekt, a tak také mají 100% podíl ve vlastnictví projektu.
Pokud projekt uspěje, je z celkové částky stržena částka o velikosti 5 %. Dalších 3–5 % je odečteno jako poplatky za bankovní převody.

## Historie
Dne 28. dubna 2009 byla služba spuštěna. Jejími zakladateli jsou Perry Chen, Yancey Strickler a Charles Adler. V roce 2010 již byla recenzována světovými americkými novinami jako "Nejlepší vynález roku 2010" od Times.

## Kickstarter v číslech
Celkově bylo k listopadu 2012 spuštěno 78 403 projektů, na které bylo vybráno přes 421 milionů dolarů, z toho 361 milionů dolarů bylo předáno tvůrcům, 45 milionů bylo vybráno, ale projekty nedosáhly požadovaného cíle (prostředky byly navráceny sponzorům těchto projektů) a 14 milionů na projekty, které v současné době shání finance.
Do současné doby se podařilo financovat 32 870 projektů, z nichž 3 837 požadovalo méně než 1000 dolarů, 22 240 požadovalo v rozmezí 1000 až 9 999 dolarů, 6776 projektů s cílem mezi 10 000 a 99 999 dolarů a 17 projektů, které dosáhly více než 1 000 000 dolarů.
Ze statistik vychází, že 81 % projektů, na které se vybralo minimálně 20 % celkové částky, dosáhlo svého cíle.

### Nejúspěšnější projekty v roce 2012
Následující tabulky zobrazují nejúspěšnější projekt v dané kategorii v roce 2012 podle vybraných financí.
| Kategorie    | Název projektu                                          | Tvůrce                    | Vybráno peněz | Splněno cíle | Počet podporovatelů | Odkaz  |
| ------------ | ------------------------------------------------------- | ------------------------- | ------------- | ------------ | ------------------- | ------ |
| umění        | Ukiyo-e heroes                                          | Jed Henry                 | $313 341      | 3 012 %      | 2422                | [ 16 ] |
| komiksy      | The Order of the Stick Reprint Drive                    | Rich Burlew               | $1 254 120    | 2 171 %      | 14952               | [ 17 ] |
| tanec        | STILL MOTION presents "Moments Defined"                 | Stacey Tookey             | $38 570       | 154 %        | 142                 | [ 18 ] |
| design       | Pebble: E-Paper Watch for iPhone and Android            | Pebble Technology         | $10 266 845   | 10 266 %     | 68929               | [ 19 ] |
| móda         | Ministry of Supply: The Future of Dress Shirts.         | Ministry of Supply        | $429 276      | 1 430 %      | 2798                | [ 20 ] |
| film a videa | The Goon" Movie… let\’s KICKSTART this sucker!!!        | Blur Studio               | $441 900      | 110 %        | 7576                | [ 21 ] |
| jídlo        | Nomiku: bring sous vide into your kitchen.              | Lisa Q. Fetterman         | $586 061      | 293 %        | 1880                | [ 22 ] |
| hry          | OUYA: A New Kind of Video Game Console                  | OUYA                      | $8 596 474    | 904 %        | 63416               | [ 23 ] |
| hudba        | Amanda Palmer: The new RECORD, ART BOOK, and TOUR       | Amanda Palmer             | $1 192 793    | 1 192 %      | 24883               | [ 24 ] |
| fotografie   | The Olympic City                                        | Jon Pack and Gary Hustwit | $66 162       | 147 %        | 1503                | [ 25 ] |
| publikace    | THE ICARUS DECEPTION: WHY MAKE ART? New from Seth Godin | Sethgodin                 | $287 342      | 718 %        | 4242                | [ 26 ] |
| technologie  | FORM 1: An affordable, professional 3D printer          | Formlabs                  | $2 945 885    | 2 945 %      | 2068                | [ 27 ] |
| divadlo      | Rescue The Historic Catlow Theater From Extinction      | Tim O\’Connor             | $175 395      | 175 %        | 1394                | [ 28 ] |

### Pozdější úspěšné projekty
- Oculus Rift - přístroj pro vnímání virtuální reality
- Kingdom Come: Deliverance - nejúspěšnější český projekt na Kickstarteru, středověká videohra

### Česképrojekty
- Ghost theory - hororová hra vytvořená podle skutečných hradů